# الوكيف

تعديل مصدري - تعديل

الوكيف إحدى حارات مدينة العدين بمحافظة إب، بلغ تعداد سكانها 144 نسمة حسب تعداد اليمن لعام 2004.